# トール・マン
トール・グスタフ・テオドール・マン（Tor Gustaf Teodor Mann, 1894年2月25日ストックホルム - 1974年3月29日ストックホルム）は、スウェーデンの指揮者、音楽教師。

## 経歴
1894年、ストックホルム生まれ。6歳で地元の音楽院に入学し、アントン・アンデルセンとカール・リンデの各氏にチェロ、コンラート・ノルドクヴィスト、イェオリ・シュネーヴォイクトとオラロ・モラレスの各氏に室内楽、エルンスト・エルベルクに音楽理論を学んだ。在学中の1915年からストックホルム・フィルハーモニー協会のチェリストとなり、1918年にはスウェーデン王立歌劇場のチェロ奏者も兼任した。1919年に同音楽院を卒業。同じ1919年にストックホルムで指揮者としてデビューを果たし、その後ヨーロッパ各地を巡った。1922年にイェーテボリ交響楽団の第二指揮者となり、1925年に首席指揮者に昇格して1939年まで務めた。この間、1924年から翌年にかけてマルメ交響楽団、1930年から1937年までイェーテボリ室内管弦楽団の指揮者を兼任した。イェーテボリ交響楽団の任期を終えた後は、ニルス・グレヴィリウスの後をついでスウェーデン放送管弦楽団(スウェーデン放送交響楽団の前身)の首席指揮者を務め、1959年に演奏活動から手を引いた。
音楽教師としては1939年には母校である音楽院の講師となり、1945年に教授に昇格した。1961年に母校を退官後はアルビカの音楽学校で指揮法を教えた。
1974年、ストックホルムにて死去。